# 小林胖
小林 胖（こばやし ゆたか、1917年11月17日 - 1980年8月11日）は、日本の図書館情報学者。名前は「ばん」とも呼ばれた。

## 経歴
1917年 (大正6年) 11月17日東京に生まれる。漢籍に凝っていた父親が四書五経から「胖」という字を選び名付けた。1930年 (昭和5年) 、戸山小学校卒業後、武蔵高等学校尋常科へ入学、同高等科へ進み1939年卒業。同年東京帝国大学理学部化学科へ入学し、1941年12月卒業した。
1942年、三井化学工業株式会社研究員となるが、在職のまま兵役徴集に応じ、陸軍工兵学校幹部候補生隊で教育を受けた後に、満洲へ向かった。1943年、独立工兵大隊勤務中に発病し予備役となって帰国、三井化学工業に勤務し終戦となった。
1948年、三井化学工業目黒研究所図書主任となり、1949年、日本図書館協会夏季長期図書館学講習会を受講した。1950年、三井化学工業を退職し、東京大学附属図書館に勤務。1951年、慶應義塾大学文学部図書館学科に第1期生として入学、翌1952年卒業し、東京慈恵会医科大学附属図書館主任司書となった。日本医学図書館協会機関誌『医学図書館』の編集や、医学図書館員講習会の開催に尽力した。
1957年、東京慈恵会医科大学を退職し、同年設立の日本科学技術情報センター (現・科学技術振興機構) 調査部調査課長となった。1958年には米国ワシントンで開催された国際科学情報会議、第24回国際ドキュメンテーション連盟総会に、日本代表として赴いた。1961年には『日本の参考図書』編集委員となり、翌1962年の初版刊行に尽力した。1964年にはローマで開催のユネスコの科学用語・翻訳ワーキングパーティに出席した。1969年には第3回医学図書館国際会議（アムステルダム）、OECD化学情報委員会（ストックホルム）に出席した。また米国国立医学図書館の医学文献データベースMEDLARS（現・MEDLINE）導入実現に貢献した。日本科学技術情報センターでは業務部調査課長、業務部翻訳課長、渉外調査室長を歴任し、1971年に退職。同年慶應義塾大学文学部図書館・情報学科教授となり、没するまで勤務し、多くの学生を育てた。
1980年8月11日、肺癌のため東京・慶應病院にて死去。享年62。

## 所属学協会、委員、講師等
小林明子編『つづれ草』掲載の「年譜」より編集した、所属学協会、委員、講師等は次の通り。
- 日本ドクメンテーション協会 (現・情報科学技術協会)（1950年～1980年）理事、評議員、副会長を歴任
- 日本医学図書館協会研修コース講師（1954年）、理事（1955年～1957年）[5]
- 文部省学術奨励審議会学術文献目録分科審議会新着学術文献目録部会臨時委員（1955年～1963年）[12]、審議会専門委員（1963年～1965年）
- 国立国会図書館文献複製委員会委員（1955年～1957年）、MARC委員会委員（1979年～1980年）[8]
- 産業能率短期大学兼任講師（1957年）
- 文部省図書館職員養成所講師（1960年～1964年）
- 日本図書館協会ドキュメンテーションコース講師（1961年～1967年）、情報管理委員会委員長（1968年～1980年）[8][13][14]
- 三田図書館情報学会委員（1963年～1980年）、編集委員（1971年～1976年）、学会賞選考委員会委員長（1977年～1980年）
- 科学技術庁技術士試験委員（1963年、1967年）、NIST検討委員会委員（1970年～1972年）、振興局科学技術情報流通基準検討委員（1975年～1980年）
- 国立図書館短期大学講師（1964年）、高等教育制度調査専門委員（1972年）
- 国際ドキュメンテーション連盟研究委員会委員（1965年～1980年）
- 日本学術会議学術情報研究連絡委員会委員（1969年～1980年）
- ISOーTC日本国内委員会委員（1970年～1980年）
- 日本ユネスコ国内委員会アジア地域ドキュメンテーション技術研修コース講師（1971年）
- 日本科学技術情報センター技術委員会委員（1971年）、丹羽賞選考委員（1973年、1975年～1977年）、科学技術情報流通技術基準作成委員会基準案修正委員会委員（1979年）
- 文部省大学学術局大学図書館視察委員（1971年～1973年）、大学図書館職員長期研修講師（1971年～1973年）
- 人事院国家公務員採用中級試験専門委員（図書館学）（1972年～1980年）
- 東京大学非常勤講師（1972年、1977年）
- 東京都立中央図書館協議会委員（1974年～）、専門研修講師（情報システム担当）（1976年）
- 国際協力事業団青年海外協力隊試験委員（1976年）
- 文部省学術国際局学術審議会専門委員（1980年）

## 表彰
- 1957年 - 日本医学図書館協会創立30周年記念表彰
- 1967年 - 日本医学図書館協会創立40周年記念表彰
- 1980年 - 日本科学技術情報センター第15回丹羽賞功労賞[8][5][15]